# 애정적개관
《애정적개관》(중국어 간체자: 爱情的开关, 정체자: 愛情的開關, 병음: 아이칭더카이관, 영어: As Long As You Love Me 에스 롱 에스 유 러브 미[*])은 2020년 방송되었던 중국의 드라마이다.

## 소개
- 어릴 적부터 친구였던 두 주인공이 시련과 오해를 겪으며 성장해 가는 모습을 그린 드라마

## 등장 인물
- 슝쯔치 - 주옌자오(周衍照) 역
- 라이위멍 (Elena) - 주샤오멍(周小萌) 역
- 둥리 (董力) - 장쩌(蒋泽) 역
- 자오뤄란 (赵珞然) - 쑨링시(孙凌希) 역